# Louis-Jacques Bauvais
Louis-Jacques Bauvais (* 1759 in Croix-des-Bouquets Saint-Domingue; † 12. September 1799 bei einem Schiffbruch) war ein General der Truppen der Freien Farbigen während der Haitianischen Revolution.

## Leben

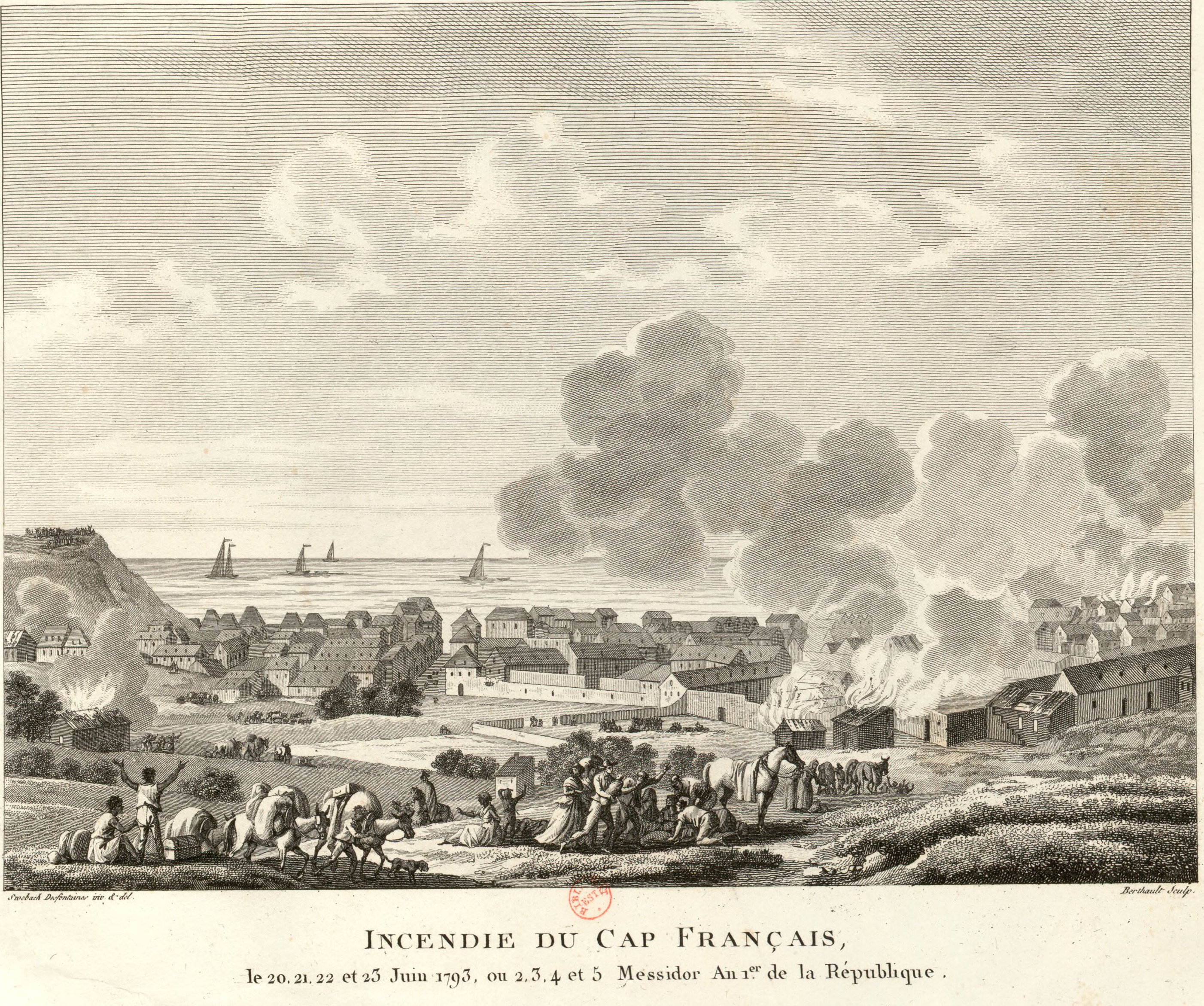
Die Revolte in Cap-Français

Bauvais erhielt seine militärische Ausbildung in Frankreich am Collège Militaire de La Flèche.
Nach Ausbruch der Haitianischen Revolution führte Louis-Jacques Bauvais gemeinsam mit André Rigaud die Truppen der Freien Schwarzen an, welche sich mit Frankreich zusammengeschlossen hatten. Nachdem Toussaint Louverture sich während des Konfliktes auf die Seite Frankreichs geschlagen hatte, führte er seine Truppen mit denen von Rigaud und Bauvais zusammen.
Der französische Gouverneur Étienne Maynaud de Bizefranc de Laveaux (1751–1828) empfahl ihn aufgrund seiner militärischen Leistungen im Jahre 1795 neben Louverture, Rigaud und Villatte für den Generalsrang in der französischen Armee. Der Konvent kam dieser Empfehlung nach und ernannte ihn am 23. Juli 1795 zum Brigadegeneral.
Nachdem Villatte im März 1796 einen Putsch in Cap-Français unternommen und Gouverneur Laveaux unter Hausarrest gestellt hatte, verhielten sich Rigaud und Bauvais passiv und unterstützten Villatte nicht.